# Nicolas Amougou Noma
Pour les articles homonymes, voir Amougou.
Nicolas Amougou Noma, né le 27 novembre 1947 à Yaoundé et mort le 11 mars 2004 dans la même ville, est un homme politique camerounais.

### Enfance, éducation et débuts
Nicolas Amougou Noma est né le 27 novembre 1947 à Yaoundé, capitale politique du Cameroun.

### Carrière
De 1972 à 1974, il est agent comptable de la  Société de presse et d'édition du Cameroun (SOPECAM) et ensuite directeur des Éditions-Clés de 1975 à 1990.
Il est militant du Rassemblement démocratique du peuple camerounais (RDPC) et élu député sous la bannière de ce parti politique en 1992. Il devient, en 1993, premier vice-président de l'Assemblée nationale du Cameroun. De juillet 1999 à juillet 2001, il préside l'Assemblée parlementaire de la francophonie. Il est Délégué du gouvernement auprès de la communauté urbaine de Yaoundé de 2001 à 2004,.

## Distinctions
- Chevalier de la Légion d'honneur (France) ;
- Commandeur de l'ordre de la valeur (Cameroun) ;
- Grand croix de l'ordre de la pléiade et du dialogue des cultures (Francophonie)[6].